# Flush the Fashion
Flush the Fashion – dwunasta płyta studyjna Alice Coopera z 1980 roku.

## Lista utworów
| 1.  | „Talk talk”               | 2:09  |
|     |                           |       |
| 2.  | „Clones (we're all)”      | 3:03  |
|     |                           |       |
| 3.  | „Pain”                    | 4:06  |
|     |                           |       |
| 4.  | „Leather boots”           | 1:36  |
|     |                           |       |
| 5.  | „Aspirin damage”          | 2:57  |
|     |                           |       |
| 6.  | „Nuclear infected”        | 2:14  |
|     |                           |       |
| 7.  | „Grim facts”              | 3:24  |
|     |                           |       |
| 8.  | „Model citizen”           | 2:39  |
|     |                           |       |
| 9.  | „Dance yourself to death” | 3:08  |
|     |                           |       |
| 10. | „Headlines”               | 3:18  |
|     |                           |       |
|     |                           | 28:34 |
|     |                           |       |

## Skład
- Alice Cooper – wokal
- Keith Allison – wokal wspierający
- Davey Johnstone – gitara
- Dennis Conway – perkusja
- Howard Kaylan – wokal wspierający
- John Cooker Lopresti – bas
- Fred Mandel – keyboard, gitara
- Joe Pizzulo – wokal wspierający
- Ricky Tierney – wokal wspierający
- Mark Volman – wokal wspierający